# Niżegorodskaja
Niżegorodskaja (ros. Нижегородская) – stacja linii Bolszej Kolcewej i Niekrasowskiej metra moskiewskiego, znajdująca się w południowo-wschodnim okręgu administracyjnym Moskwy w rejonie Niżegorodskim (ros. Нижегородский). Otwarcie miało miejsce 27 marca 2020 roku w ramach inauguracji odcinka między stacjami Lefortowo – Kosino.
Stacja pięcionawowa typu płytkiego kolumnowego z dwoma peronami wyspowymi położona jest na głębokości 22 metrów. Projekt architektoniczny opracowała moskiewska pracownia ABTB (Architectural Bureau by Timur Bashkaev) we współpracy z petersburskim biurem „Lenmietrogiprotrans” (ros. ОАО «Ленметрогипротранс»).
Układ przestrzenny przystanku oparto na rozwiązaniach zastosowanych na stacji Moskowskiej metra w Niżnym Nowogrodzie. Inspiracją strony plastycznej projektu były zabawki Lego. Ściany i stropy wykończono wielkoformatowymi płytami z gresu, który ma imitować beton architektoniczny. Szare płaszczyzny przepleciono metaloceramicznymi panelami przypominającymi ogromne klocki w barwach żółtej, pomarańczowej, zielonej i niebieskiej. Według projektantów podział stacji na różnokolorowe strefy ułatwi orientację przestrzenną. Perony oświetlają długie pasy ledowe wtopione w sufit. Posadzki wyłożono szarym i brązowym granitem.
Stacja jest częścią dużego węzła przesiadkowego, łączącego metro, moskiewski pierścień centralny           (stacja o tej samej nazwie otwarta w 2016 roku) i przystanek kolejowy obsługiwany przez Koleje Rosyjskie (wyremontowany w 2018 roku). Przesiadka między obiema nitkami metra została zorganizowana w systemie „drzwi w drzwi”. Jeden z peronów stacji kolejowej jest włączony w skład linii Kijewsko-Gorkowskiej (D4) moskiewskich centralnych średnic. 